# Sassyksee (Oblast Odessa)
Der Sassyksee (ukrainisch Сасик; russisch Сасык), auch Kunduk-Liman, in der Ukraine ist ein durchschnittlich 2,5 m tiefer Liman, eine Brackwasser-Lagune mit Zugang zum Schwarzen Meer. 
Bei einer Länge von 35 km und einer Breite von bis zu 11 km beträgt die Fläche 210 km². Nachdem 1978 ein Staudamm gebaut wurde, der die Lagune vollständig vom Meer trennte, änderte sich der Sassyksee in einen Süßwassersee. Er wird gespeist von den Flüssen Sarata und Kohylnyk und über den Donau-Sassyk-Kanal von der Donau. 
Im Jahr 1996 wurde der See zu einem Ramsar-Gebiet und 1998 als Teil eines 262 km² großen Naturschutzgebietes erklärt.